# 圖里弗斯鎮區 (明尼蘇達州莫里森縣)
圖里弗斯鎮區（英語：Two Rivers Township）是位於美國明尼蘇達州莫里森縣的一個行政鎮區。

## 地方資料
圖里弗斯鎮區的面積為71.42平方千米，當中陸地面積為70.14平方千米，而水域面積為1.28平方千米。根據2020年美國人口普查的數據，當地共有人口780人，而人口密度為每平方千米10.92人。